# Pholiota nubigena
A Pholiota nubigena é uma espécie de fungo secotióide da família Strophariaceae. É encontrada em áreas montanhosas do oeste dos Estados Unidos, onde cresce em madeira de coníferas em decomposição, geralmente em troncos de abeto. Frutifica na primavera, geralmente sob a neve, e no início do verão, no final do período de derretimento da neve em florestas de alta montanha. Os basidiomas parecem semelhantes a cogumelos fechados, medindo de 1 a 4 cm de altura, com píleos de 1 a 2,4 cm de diâmetro, esbranquiçados a marrons. Eles têm um estipe esbranquiçado curto, mas distinto, que se estende pela massa interna de esporos (gleba) do basidioma até o píleo. A gleba consiste em lóculos irregulares feitos de lamelas contorcidas de cor marrom. Um véu parcial esbranquiçado e lanoso está presente em espécimes novos, mas geralmente desaparece com a idade e não deixa um anel no estipe.

## Taxonomia
A espécie foi descrita pela primeira vez em 1899 pelo micologista americano Harvey Willson Harkness como Secotium nubigenum. Harkness encontrou o holótipo crescendo em troncos de pinheiro Pinus contorta em Sierra Nevadas, a uma altitude de 2.100 m. Curtis Gates Lloyd discutiu a espécie em uma publicação de 1903, mas a chamou de rubigenum, afirmando que nubigenum estava incorreto devido a erros tipográficos transmitidos por Pier Andrea Saccardo. O gênero Nivatogastrium foi circunscrito pelos micologistas americanos Rolf Singer e Alexander H. Smith em 1959, que definiram N. nubigenum como a espécie-tipo e única. Eles consideraram a grafia rubigenum de Lloyd como um erro de impressão (sphalma typographicum). O holótipo foi destruído no terremoto de São Francisco em 1906. A análise filogenética molecular moderna demonstrou que a espécie está aninhada dentro do gênero Pholiota, e está intimamente relacionada a Pholiota squarrosa e Pholiota multicingulata. O micologista Scott Redhead transferiu a espécie para Pholiota em 2014.
O epíteto específico nubigenum deriva das raízes em latim nub, que significa "nuvem", e gen-, que significa "nascido de" ou "originado de". É comumente conhecido como "pholiota gastróide" (gastroid pholiota) ou "fungo chiclete" (bubble gum fungus).

## Descrição

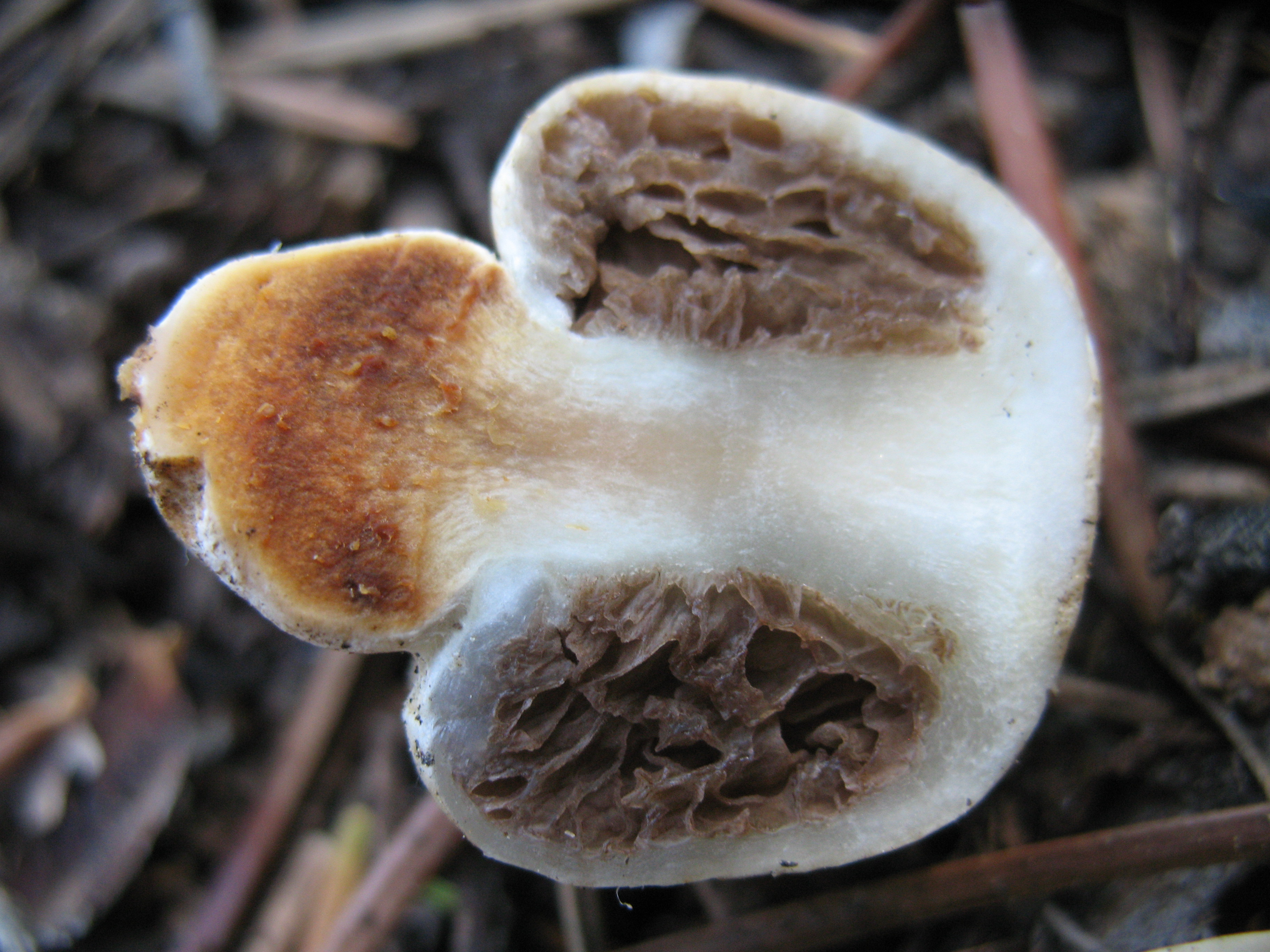
O basidioma apresenta um estipe/columela curto e uma gleba composta por lamelas anastomosadas.

Os basidiomas têm de 1,5 a 4 cm de altura e píleos redondos a convexos medindo de 1 a 2,4 cm de diâmetro. Na maturidade, o centro do píleo se achata ou desenvolve uma depressão. Sua cor varia de um pouco ocre a amarelado, amarelo sujo a esbranquiçado (especialmente na maturidade), e a textura da superfície é lisa a levemente fibrilosa. O píleo é um pouco pegajoso quando está úmido. Em espécimes novos, a margem do píleo se curva para dentro e geralmente é lobada; à medida que o cogumelo amadurece, a margem pode se afastar do estipe ou permanecer presa. O estipe curto e robusto mede de 0,5 a 2 cm de comprimento por 0,2 a 2 cm de espessura; ele se estende até o píleo, onde é conhecido como columela; de largura mais ou menos igual em toda a extensão, ou mais espessa em cada extremidade, sua cor é esbranquiçada a marrom a marrom-ferrugem. A carne do píleo é branca e macia, enquanto no estipe é marrom e mais dura. Seu odor varia de suave a nitidamente frutado, lembrando chiclete. As lamelas, de cor marrom a marrom canela na maturidade, são dispostas como placas irregulares e deformadas que formam câmaras internas (lóculos); as lamelas podem não ficar expostas até a maturidade, se é que ficam. O véu parcial, visível como tecido esbranquiçado e lanoso que se estende da margem do píleo até o estipe, geralmente desaparece com a idade. A comestibilidade do fungo é desconhecida. O desenvolvimento do basidioma da Pholiota nubigena é classificado como "pileado", o que significa que há um único pedúnculo com a gleba disposta com placas tramais semelhantes a lamelas; outros fungos com desenvolvimento semelhante incluem espécies de Podaxis.

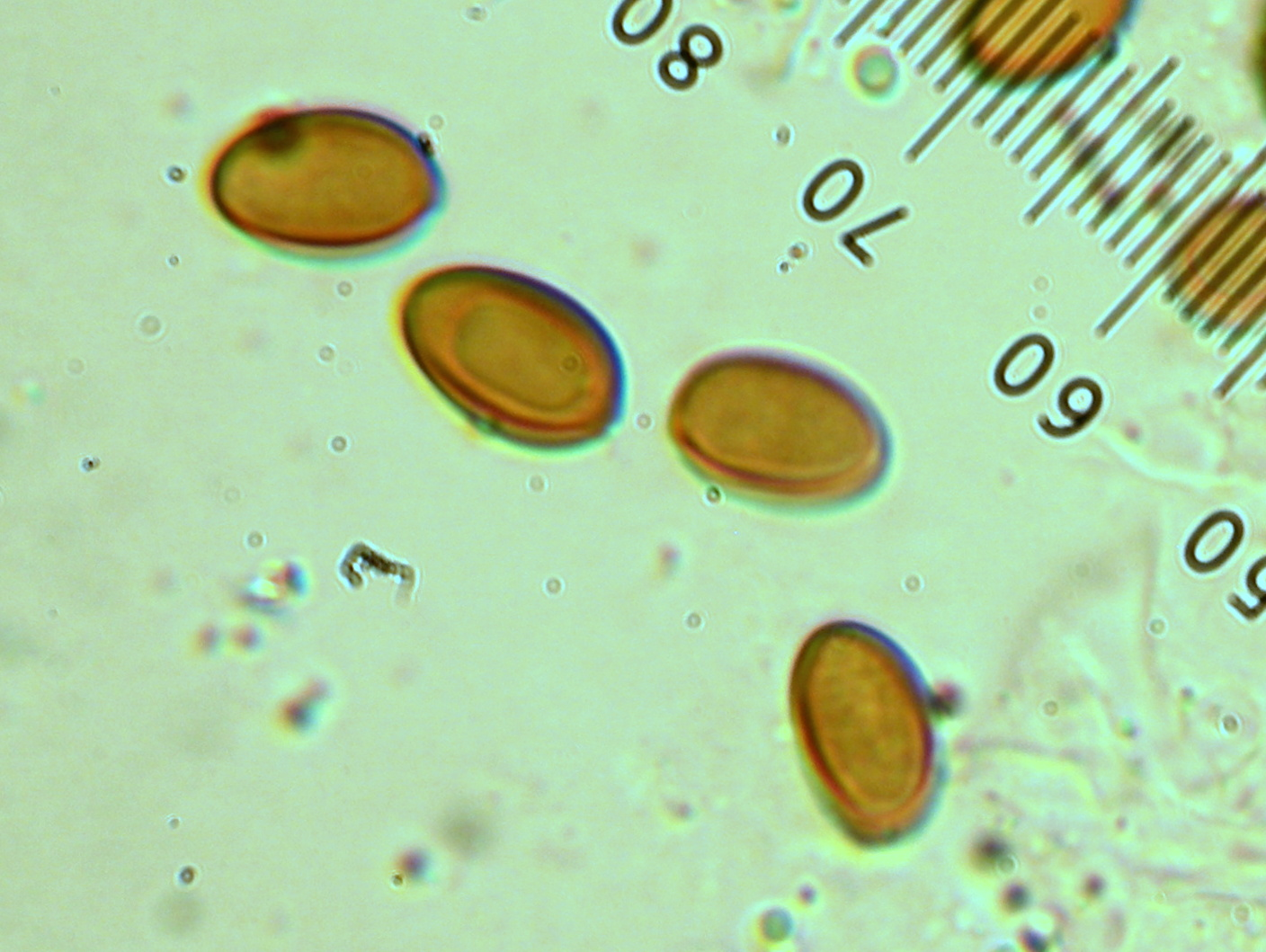
Os esporos têm paredes grossas e são elípticos.

Os esporos elípticos, lisos e de paredes espessas, geralmente medem de 7,5 a 10 por 5 a 7 μm. Eles têm um poro germinativo estreito. O cogumelo não produz uma impressão de esporos, mas os esporos são marrom-amarelados em massa. Os basídios (células portadoras de esporos) são hialinos (translúcidos), em forma de taco, geralmente com quatro esporos (alguns têm dois) e medem 17 a 21 por 6 a 8,2 μm. As pseudoparáfises (células que crescem a partir do teto dos lóculos e, muitas vezes, acabam conectando o teto e o assoalho do lóculo) são abundantes na gleba; elas medem cerca de 16 por 12,5 μm. Os cistídios são amarelados a marrons, de paredes finas, com dimensões de 60 a 100 por 15 a 25 μm. O perídio é formado por duas camadas distintas de tecido. A epicútis compreende hifas estreitas e gelatinosas entrelaçadas em uma camada de 15 a 50 μm. Abaixo da epicútis está a subcútis, que consiste em hifas de paredes finas com até 12 μm de diâmetro. Todas as hifas são não amiloides e todas têm fíbulas.

### Espécies semelhantes
Em 1971, Egon Horak descreveu as espécies Nivatogastrium baylisianum, N. lignicola e N. sulcatum da Nova Zelândia, todas diferentes da Pholiota nubigena por caracteres microscópicos. N. baylisianum e N. sulcatum frutificam no solo (a primeira entre musgos), enquanto N. lignicola frutifica em madeira podre. As três espécies de Nivatogastrum da Nova Zelândia não têm o odor frutífero presente na P. nubigena. A Thaxterogaster pingue é um pouco semelhante em aparência à P. nubigena, mas pode ser distinguida desta última por seu habitat terrestre, período de frutificação no outono e ausência de odor. Algumas espécies de Weraroa são semelhantes em morfologia, mas claramente distintas em suas características microscópicas. Além disso, as espécies de Weraroa crescem em madeiras duras em vez de madeira de coníferas.

## Habitat e distribuição
O cogumelo Pholiota nubigena frutifica individualmente, em grupos ou em pequenos adensamentos em madeira de coníferas em decomposição, especialmente abeto e pinheiro. Frutificando na primavera e no início do verão, é um fungo de banco de neve, o que significa que é frequentemente encontrado perto da neve derretida ou logo após o desaparecimento da neve. Nos Estados Unidos, é comum em Sierra Nevada e nas Montanhas Cascade, e geralmente é encontrado em altitudes que variam de 1.650 a 2.400 m. O fungo foi coletado nos estados norte-americanos da Califórnia, Idaho, Oregon e Washington. Os esquilos consomem o fungo, as vezes coletando os cogumelos e deixando-os em locais ensolarados para secar e usar mais tarde.

## Links externos
- Pholiota nubigena em Index Fungorum
- Imagens em Mushroom Observer